# Адіабена

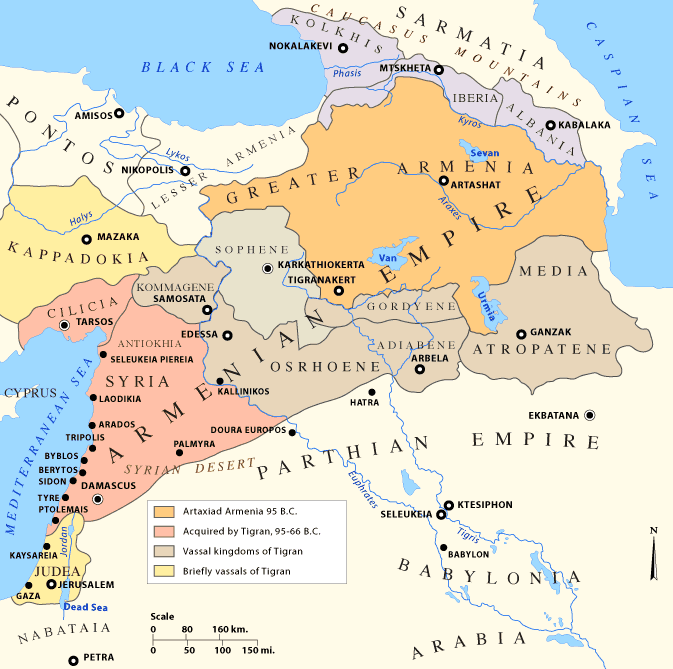
Адіабена у складі Великої Вірменії

36°11′28″ пн. ш. 44°00′33″ сх. д. / 36.191111° пн. ш. 44.009167° сх. д.
Адіабена — античне царством у північній Месопотамії, на схід від Тигру, досягаючи озера Урмія (Іран), між Верхнім та Нижнім Забом, його головним містом була Арбель (сучасне місто Ербіль на півночі Іраку), що була розташована на території сучасного іракського Курдистану. Держава іноді включала інші території на заході, півночі (Кордуена) та північному заході (Нусайбін), пов'язуючи територію торговими шляхами з Едесою та Перською затокою.
Його піднесення, ймовірно, було результатом розпаду імперії Селевкідів та зростаючого тиску парфян, як васальної держави останніх. На початку I ст. до н.е. вона була подолана Тиграном Великим, царем Вірменії. Але після його підкорення Гнеєм Помпеєм, вона була передана Римом Парфії приблизно у 64 р. до н.е. Вона залишалася в парфянській сфері з власною династією іранського походження.
Надалі, держава неодноразово залучалися до суперечок, пов'язаних із престолонаслідування в Парфії і ряді римсько-парфянських конфліктів. Особливо під час правління царя Ізата II (бл. 36-59/60). Це був той самий Ізат, який разом зі своєю матір'ю Єленою з політичних причин перейшов у юдаїзм. Царська сім'я підтримувала палестинських євреїв. Монобаз та Олена також часто згадується в Мішні, де їх хвалять за благочестя.

## Історія
Основним джерелом з історії Адіабени протягом І ст. н.е. є «Юдейські старожитності» Йосипа Флавія. Першим царем Адіабени, чиє ім'я відоме, є Монобаз І Базай, який в джерелі згадується як Талмай (Птолемей), який, згідно з іранським звичаєм, одружився зі своєю сестрою Єленою. Монобаз I, очевидно, мав інших синів від інших дружин, але лише двох від Єлени: Монобаза II та Ізата. Останнього вважали наступником батька. Щоб захистити Ізата від заздрощів інших синів, батько відправив його до Абеннергія, царя міста Шаракс Спасіну (південна Месопотамія), з чиєю дочкою Самахо Ізат одружився.

### Ізат та Єлена
Після смерті Монобаза I у 36 р. н.е. на престол зійшов його старший син, Монобаз II, але, щоб виконати бажання батька, він пішов у відставку після прибуття Ізата, тоді як цариця-вдова Єлена заручилася згодою адіабенської аристократії на сходження Ізата на престол (36 - 60 рр. н. е.). Інших братів відправили як заручників до Риму до царя Парфії Артабана ІІ.
В цей час Адіабена домоглася значної влади та впливу всередині Парфянського царства і брала участь в династичній боротьбі. Крім того, Йосип Флавій повідомляє, що, ще перебуваючи в Шаракс Спасіну, Ізат під впливом єврейського купця Ананія навернувся до юдаїзму, але відклав своє обрізання. Повернувшись в Адіабени, під впливом іншого єврея, Елеазара, але всупереч пораді Єлени та Ананія (які боялися, що люди обуреться запровадженням їхнім царем іноземних релігійних звичаїв), він був обрізаний. Монобаз II, ще будучи принцом, також навернувся до юдаїзму. Незалежно від цього, мати Ізата, Єлена, також прийняла юдаїзм, зробивши юдаїзм державною релігією. Близько 46 р. н.е. вона вирушила до Єрусалима, але оскільки місто на той час страждало від голоду, вона розпочала допомогу, імпортуючи продукти харчування з Єгипту та Кіпру, тоді як Ізат надсилав гроші.
Коли змова парфянських вельмож загрожувала царю Артабану II (бл 12 - 38 рр. н.е.), він знайшов притулок у Ізата. Він допоміг Артабану повернути собі трон дипломатичними діями, за що отримав різні привілеї та передачу області Нусайбін з-під контролю парфянського васального царя Вірменії під контроль Адіабени. Положення Ізата в Парфянській імперії стало настільки сильним, що він зміг відмовитися брати участь у війні, яку цар Вардан І (бл. 39 - 47/8 рр. н.е.) планував проти Риму.
Адіабенська знать, якій не подобалася нова релігія Ізата, спробувала усунути його, організувавши напад на Адіабену арабського царя Абіаса. Ізат розгромив його і покарав зрадників-вельмож смертю. Йому також пощастило уникнути ще однієї спроби усунення, здійсненої парфянським царем Вологезом І (бл. 51 - 78 рр.), оскільки останній, хоч і очолював війська проти Адіабена, був змушений переключити свою увагу на інші справи через вторгнення скіфських племен.

### Монобаз II
Після смерті Ізата його брат Монобаз II знову став царем (60 р. н.е.). Він відправив тіла своєї матері та брата на поховання до Єрусалиму. Йому довелося зіткнутися з нападами Тиграна V, призначений римлянами царя Вірменії, доки Рим і Парфія не уклали мир у 63 році. Зазнавши поразки у війні з римлянами, він при укладанні миру в Рандені повинен був залишити римлянам заручників. Він, ймовірно, надсилав дари храму в Єрусалимі та був увічнений за це в таннаїтських джерелах (якщо його ім'я не замінено там на ім'я Ізата).
Юдаїзм став постійною релігією адіабенської королівської родини, що можна зробити висновок зі згадки Йосипа Флавія про те, що два члени королівської родини, Монобаз (не цар) та Кенедей, доблесно боролися в єврейській війні проти Риму в 66 - 70 роках. Коли війна була програна, вони та інші члени королівської родини були відправлені імператором Титом до Риму як заручники.
У Талмуді Монобаз описується як один з найбільш праведних царів. Монобаз виготовив золоті ручки до посуду Храму, призначеної для вживання в день Всепрощення. З похвалою відгукується Талмуд також про сувору побожність всіх членів будинку цього царя (Нідда, 21); під час подорожей вони прибивали мезузи до дверей заїжджих дворів, хоча закон не зобов'язує цього, тому що ці приміщення призначені лише для тимчасового житла. Одна Барайту розповідає, що одного разу під час голоду Монобаз роздав народу всі свої заощадження і все, що залишено було йому батьком. Коли брати дорікнули його, кажучи: «Твої батьки робили заощадження, збільшивши отримане від своїх батьків, а ти їх роздаєш», — він їм відповів: 
| «Мої батьки збирали на землі, а я на небі, вони ховали там, де чужа рука може заволодіти ними, а я кладу туди, де ніхто у мене їх забрати не може, вони збирали для інших, а я для себе [12]; Вони збирали гроші, а я рятую душу »[13]. |
У 61 Монобаз II за допомогою парфян відбив вірменське вторгнення.
Під час Юдейської війни проти римлян царська сім'я з Адіабени допомагала повстанцям. Йосиф Флавій свідчить: 
| «В рядах євреїв найбільш відзначилися і доблесними були Монобаз і Кенедай, родичі Монобаза, царя Адіабени» |.

### Падіння царства
Близько 113 р. н.е. Адіабена була повністю включена до складу імперії Аршакидів разом з іншими державами Північної Месопотамії, Осроеною та Кордуеною.
У 116 р. н.е. все ж її захопив імператор Траян. Діон Кассій також повідомляє про царя Мехраспа (хоча невідомо, чи належав він до династії Ізатів), який захищав Адіабену від нападів Траяна, але зазнав поразки. На окупованих територіях Траян організував провінції Месопотамія та Ассирія, але римське правління тривало недовго, бо імператор Адріан у 117 році відмовився від володіння Ассирією, Месопотамією і Вірменією.
З сирійської "Хроніки Арбели" відоме ім'я царя Нарсая у 180-х рр., який відмовився вступити до парфянської армії у війні. Тому парфянський цар Вологез IV спустошив Адіабену та втопив Нарсая у Великому Забі. У новій римсько-парфянській війні, у 195 році, Адіабену захопив Септимій Север, який потім карбував монети, називаючи себе з цієї нагоди Адіабеніком. Римляни відступили через чотири роки. Ще один цар Адіабени, Шахрат, згадується в Хроніці Арбели як член коаліції, яка призвела до падіння парфянської монархії та піднесення Сассанідів. Це також був кінець царства Адіабени. У тій самій хроніці також розповідається про дуже ранній розвиток християнства в регіоні (близько 100 р.), але її достовірність є предметом дискусій.

## Список правителів Адіабени
- Абдісар — 160—150-ті рр. до н.е.
- невідомі
- Артаксекрс — 69—40 рр. до н.е.
- Ма'ну Сафул — бл. 40-38 рр до н.е.
- невідомі
- Ізат І — бл. 15-20 рр.
- Монобаз І — бл. 20-30 рр.
- Монобаз II — бл. 30р., тимчасово
- Єлена — бл. 30-58 рр.
- Ізат ІІ — бл. 34-58 рр.
- Монобаз II — 58 — бл. 68 рр.
- Ізат III — бл. 68-71
- Монобаз III — 71 — бл. 90 рр.
- Санатрук І — 90-109 рр.
- Мехарасп — 109—116 рр.